# Büki József
Büki József (Budapest, 1949. november 30.– ) Pro Natura díjas magyar ornitológus, a Keve András Madártani és Természetvédelmi Szakkönyvtár szakkönyvtárosa.

## Élete
1949. november 30-án született Büki József és Varju Jolán gyermekeként. A budapesti Ságvári Endre Gyakorló Gimnáziumban érettségizett, majd a Budapesti Műszaki Egyetem Villamosmérnöki Karán szerzett diplomát, amivel villamosmérnökként helyezkedett el a Ganz Villamossági Műveknél. Emellett azonban már fiatalon a természetvédelem, és ezen belül a madártani kutatások felé fordult az érdeklődése. Amikor csak tehette, rendszeresen részt vett az akkoriban fellendülésnek induló madárgyűrűzési munkában, szabadságait madárgyűrűző táborokban töltötte és gyűrűzővizsgát is tett. Miután pedig egy néhány hónapra szóló állásajánlatot kapott a Magyar Madártani Egyesülettől, végérvényesen hátat fordított eredeti szakmájának.
1978-tól 1981-ig természetvédelmi őr volt a Kiskunsági Nemzeti Park Szelidi-tavi területén. 1984-ben diplomát szerzett a Juhász Gyula Tanárképző Főiskola biológia-földrajz szakán. 1989-ben a Madárgyűrűzési és Vonuláskutatási Központ vezetője lett. Működési ideje alatt kezdődött meg a hazai madárgyűrűzési adatbázis – azóta már teljesen befejeződött – digitalizálása, melyben rajta kívül kiemelkedő szerepe volt közvetlen munkatársának, Szép Tibornak is. Eközben szerepet vállalt a természetvédelmi oktatásban is, éveken keresztül vezetett csoportokat a Madártani Egyesület által szervezett Madarász Suli oktatóprogramok keretében.
1992-ben bízták meg a Madártani Intézet könyvtárának rendbetételével. Akkoriban a Költő utcai Jókai-kertben található könyvtár nagyon elhanyagolt állapotban volt, már lényegében romokban hevert, több helyen ledőlt polcok közül kellett kikeresni az éppen szükséges dokumentumot. Sok volt a hiány is, amiknek pótlását nehéz munkával oldotta meg, részben antikváriumokból, részben kiadóktól és külföldi társintézetektől összegyűjtve a szükséges példányokat. Amikor a madártani állományt már sikerült elfogadható állapotra hoznia, kiterjesztette a könyvtár gyűjtőkörét és mindent gyűjtött, ami kapcsolatos a természetvédelemmel.
Vezetése alatt a könyvtár Kelet-Közép-Európában egyedülálló színvonalra emelkedett a szakkönyv- és folyóirat-állományát tekintve, 2008-ban pedig felvette egy legendás magyar ornitológus, a létesítményt 1945 után újraalapító és azt 1974-ig vezető Keve András nevét; ez az illő tisztelet mellett gátat szabott a fenntartó elnevezésében gyakran bekövetkezett módosulások miatti névváltozásoknak is. Állományában 2011-es adatok szerint 10 000 kötet könyv, 1600 kutatási jelentés, 1050 külföldi folyóirat cím (ebből 325 kurrens, kb. 18 000 kötet) és 120 hazai folyóirat (ebből 61 kurrens, kb. 2400 kötet) szerepelt, s a külföldi folyóiratok között mintegy 400 olyan volt, ami az egész országban csak itt található meg. Büki József a teljes állományt feldolgozta nyilvános katalógusban, továbbá a magyar kiadású szakfolyóiratok tartalomjegyzékeit interneten is kereshetővé tette a MATARKA adatbázisban. A Keve András Madártani és Természetvédelmi Szakkönyvtár ma nemcsak a természetvédelemben dolgozó köztisztviselőket, tudományos kutatókat és egyetemi hallgatókat szolgálja, de külső érdeklődőket is szívesen fogad.
2009-től a Magyar Mikológiai Társaság önkéntes könyvtárosa.
Könyvtárosi munkája mellett 2010-ben egy kisvállalkozásba is belefogott, melynek profilja nehezen hozzáférhető természettudományos szakkönyvek beszerzése és internetes értékesítése, webáruházát 2012-ben nyitotta meg.

## Elismerései
Kiemelkedő szintű munkásságát 2011-ben Pro Natura díjjal ismerték el, amit a Duna–Dráva Nemzeti Park központjában vehetett át dr. Fazekas Sándor vidékfejlesztési minisztertől, a Föld Napja alkalmából. A kitüntetést az indoklás szerint a természetvédelmi kutatás támogatásáért, továbbá a madárgyűrűzési adatbázis és a Keve András Madártani és Természetvédelmi Szakkönyvtár fejlesztése érdekében végzett munkájáért ítélték oda a számára.
2022-től a Magyar Madártani és Természetvédelmi Egyesület örökös tagja.

## Művei
- Gombászújságok a MATARKA-n. Magyar gombász, 2013. (11. évf.), 35. sz., p.23
- Moore, JM, Szekely, T, Buki, J & DeVoogd, TJ.: Motor pathway convergence predicts syllable repertoire size in oscine birds. Proceedings of the National Academy of Sciences of the United States of America, 2011. vol. 108, no. 39, p.16440-16445. URL: https://doi.org/10.1073/pnas.1102077108
- Sikeres vörösvércse-telepítés a Bakáts téren. Madártávlat, 2008. (15. évf.), 2. sz., p.30
- A madártan könyvtára. Madártávlat, 2006. (13. évf.), 6. sz., p.18-19
- Tapasztalataim a Matarkával. Előadás. MATARKA szakmai nap. Miskolc, 2006. március 24. URL: https://matarka.hu/other/doks/buki.pps
- A KTM Természetvédelmi Hivatal Madártani és Természetvédelmi Szakkönyvtárának története. Anser, 1997. 4. sz., p.64-65
- Megújult a Madártani Intézet könyvtára. Madártávlat, 1995. (2. évf.), 5. sz., p.18
- A madárgyűrűzés rövid története és mai helyzete Magyarországon. A Természet, 1991. (42. évf.), 4. sz., p.66-67
- Bankovics Attila – Büki József – Haraszthy László – Jaszenovics Tibor: Beiträge zur Kenntnis der Vogelwelt in der Mongolei. Die Ergebnisse der ersten ungarischen ornithologischen expedition in Mongolei = Adatok Mongólia madárvilágának ismeretéhez (Az első mongóliai madártani expedíció eredményei). Aquila, 1979. 86. évf., p.35-71
- Büki József – Györgypál Zoltán: Látogatás lengyel gyűrűző táborokban. Madártani tájékoztató, 1979. jan-márc, p.29
- Áramütés okozta madárpusztulás. Madártani tájékoztató, 1978. máj-jún, p.34-35
- Nádimadár gyűrűzőtábor Balatonberény határában. Madártani tájékoztató, 1977. júl-aug, p.9